# レケイティオ

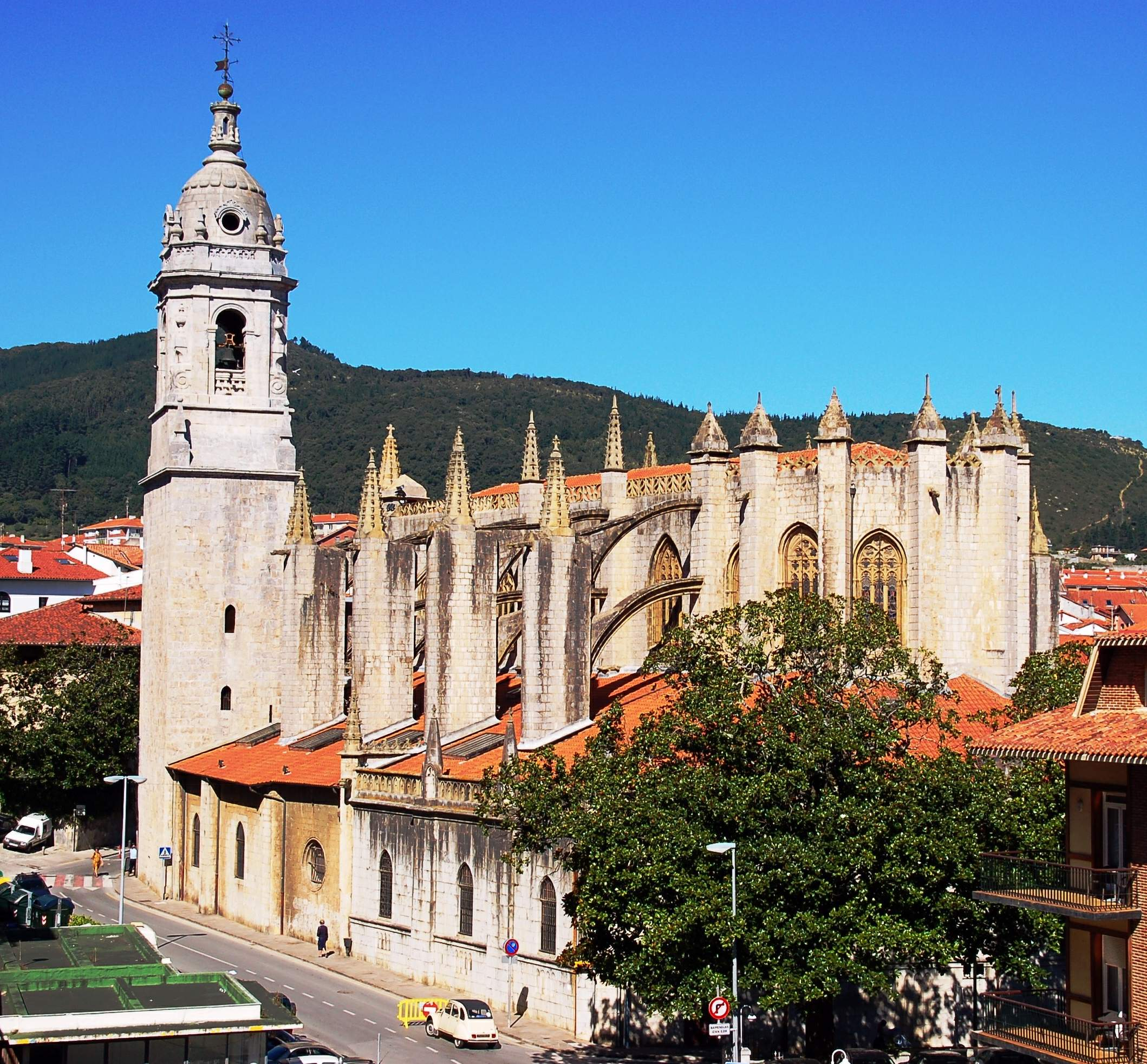
15世紀に建設されたバシリカ

レケイティオ(バスク語: Lekeitio, スペイン語: Lequeitio)は、スペイン北部のバスク州北西部のビスカヤ県に属するムニシピオ（基礎自治体）である。コマルカ（郡）としてはレア＝アルティバイの構成自治体の1つである。2014年の人口は7,305人。

## 地理

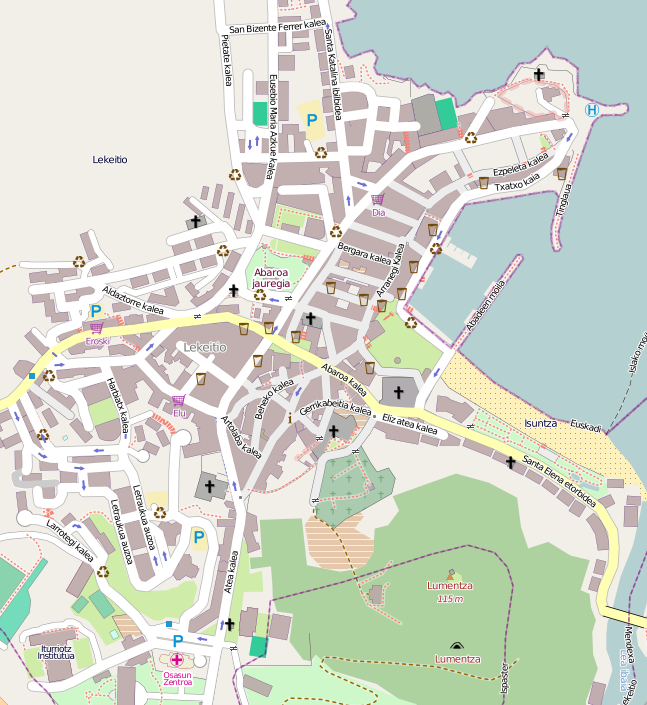
レケイティオの地図。なお、地図の右下端部の橋のかかっている川がレア川であり、メンデシャとの行政境界となっている。

ビスカヤ県の県都ビルバオの北東53kmにある。ビスケー湾のカンタブリア海に面しており、バスク海岸における主要な漁港がある。夏季には観光業が重要な産業であり、レケイティオのイスンサ・ビーチ、隣接するメンデシャにあるカラスピオ・ビーチは海水浴客でにぎわう。15世紀に建設されたゴシック様式のバシリカであるサンタ・マリア教会がある。レケイティオ産のパプリカはバスク料理の食材として有名である。

## 歴史

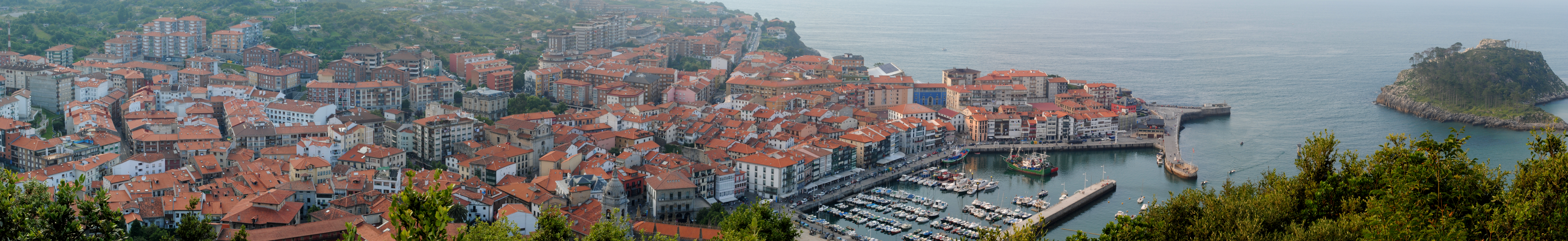
レケイティオのパノラマ

20世紀前半のバスク地方でもっとも重要な作家のレスレクシオン・マリア・デ・アスクエはレケイティオ生まれであり、アスクエはエウスカルツァインディア（バスク語アカデミー）の設立者のひとりとなった。サンティアゴ・ブルアールはエリ・バタスナのリーダーのひとりであり、1979年から1983年までビルバオ市長を務めた。エリ・バタスナは過激派テロ組織バスク祖国と自由(ETA)と深いかかわりがある地域政党であり、ブルアールは1984年にスペイン政府が指揮する死の部隊である反テロリスト解放グループ(GAL)によって殺害された。

## 祭礼

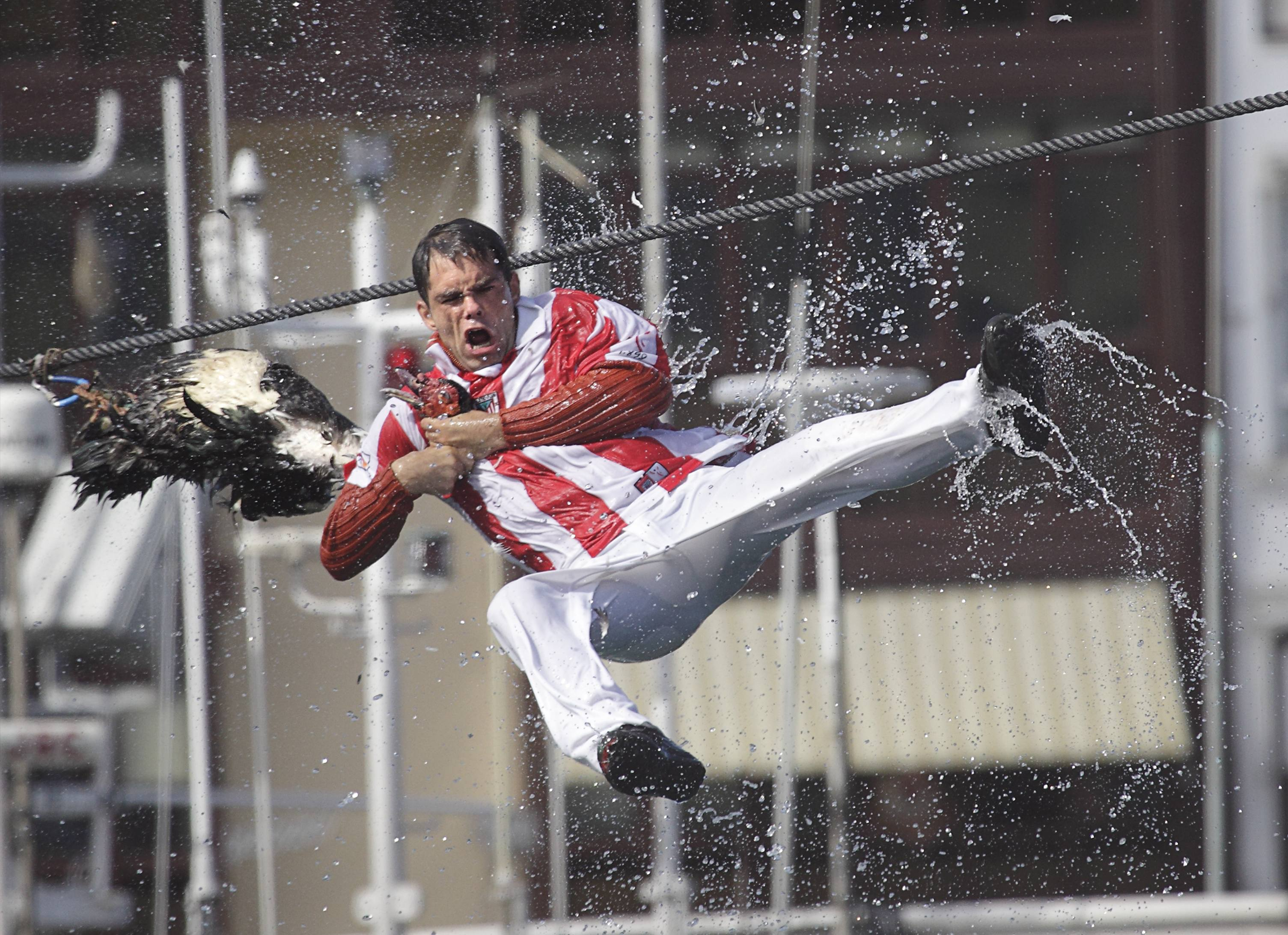
アンツァル・エグナ

聖アントリン（パミエルスのアントニヌス）の聖名祝日である9月2日頃、聖ペドロの聖名祝日である6月29日頃には、それぞれの聖人を称える祭礼が行われる。聖アントリンの祭礼中にはアンツァル・エグナ（ガンの日）と呼ばれる風変わりな行事が行われる。海面上に張られたワイヤーに吊り下げられたガン（雁）の死骸にしがみつき、ガンの首がもげて水面に落ちるまでの時間を競う祭礼である。アンツァル・エグナは300年以上の伝統を持つ祭礼であり、かつては生きたガンを使用していたが、動物の権利を侵害しているとして非難の対象となったため、現在ではガンの死骸を使用している。

## 出身人物
- レスレクシオン・マリア・デ・アスクエ(1864-1951) : 聖職者・バスク語作家・詩人。エウスカルツァインディア（バスク語アカデミー）設立者。レアル・アカデミア・エスパニョーラ会員。
- サンティアゴ・ブルアール（スペイン語版）(1919-1984) : 政治家。エリ・バタスナ所属。ビルバオ市長（1979年-1983年）。
- ホス・ウルティア(1968-) : サッカー選手・サッカークラブ経営者。アスレティック・ビルバオ会長。
- ガイスカ・メンディエタ(1974-) : サッカー選手。スペイン代表。